# Речешть
Речешть (рум. Recești) — село у Шолданештському районі Молдови. Входить до складу комуни, адміністративним центром якої є село Добруша.

## Населення
За даними перепису населення 2004 року у селі проживали 392 особи.
Національний склад населення села:
| Національність       | Кількість осіб | Відсоток   |
| -------------------- | -------------- | ---------- |
| молдавани румуни     | 373 4          | 95,2% 1,0% |
| цигани               | 7              | 1,8%       |
| українці             | 5              | 1,3%       |
| росіяни              | 2              | 0,5%       |
| інша / без відповіді | 1              | 0,3%       |
| Всього               | 392            | 100%       |